# Julius Døcker
Gerhard Julius Frederik Døcker (født i Aarhus 12. januar 1832 - død 2. januar 1905 i København) var dansk isenkrammer, operasanger og stifter af et højskolehjem,
Gift med Actonia Caroline, f. Boesen (1834-1907), datter af stiftsprovst Carl Vilhelm Boesen.
Børn: Carl, Svend og Emilie Døcker.
Døcker åbnede i 1857 en isenkræmmerforretning i Vestergade 650. Det startede godt for den unge forretningsmand, men pga. krisen gik han allerede i 1859 fallit.
Mens han havde drevet forretning havde Julius Døcker været meget aktiv i Aarhus´ musikforening, og da han efter kuldsejlingen af forretningen tog til København og oplevede Mozarts Don Juan på Det kgl. Teater, stod hans ambition udelukkende til kunsten.
Han kom herefter i lærer hos musikeren og komponisten Carl Helsted, og i 1863 kunne han debutere på Det kgl. Teater i titelrollen i operaen Vilhelm Tell. Det blev startskuddet på en karriere ved scenen, der skulle vare frem til 1879. Det var ikke kun sin stemmes baryton Julius Døcker virkede med; også i både skuespillet og balletten blev han anvendt og nåede at spille og synge sig igennem 76 partier og roller i sine 16 år ved teatret.
I 1880 stiftede han et højskolehjem for studerende i København, som han drev frem til sin død. Sideløbende fortsatte han med at undervise i oplæsning og deklamation, to kunstformer som han vedblev at turnere med til sine gamle dage.